# Hans Olav Jonsen
Hans Olav Sola Jonsen, né le 11 juin 1963, est un musicien norvégien. Il est le batteur des groupes Wannskrækk, DumDum Boys, Det Gurgles et Motorpsykkel. Son nom d'artiste est Sola Jonsen.